# Los Angeles Rams 1961
La stagione 1961 dei Los Angeles Rams è stata la 24ª della franchigia nella National Football League e la 16ª a Los Angeles La squadra terminò con un record di 4-10 al penultimo posto nella Western Conference, davanti solo ai neonati Minnesota Vikings. 

## Calendario
| Stagione regolare |                        |         |      |
| 1                 | at Baltimore Colts     | S 27–24 | 0–1  |
| 2                 | Chicago Bears          | S 21–17 | 0–2  |
| 3                 | Pittsburgh Steelers    | V 24–14 | 1–2  |
| 4                 | at San Francisco 49ers | S 35–0  | 1–3  |
| 5                 | at Detroit Lions       | S 14–13 | 1–4  |
| 6                 | at New York Giants     | S 24–14 | 1–5  |
| 7                 | Detroit Lions          | S 28–10 | 1–6  |
| 8                 | Minnesota Vikings      | V 31–17 | 2–6  |
| 9                 | San Francisco 49ers    | V 17–7  | 3–6  |
| 10                | at Green Bay Packers   | S 35–17 | 3–7  |
| 11                | at Chicago Bears       | S 28–24 | 3–8  |
| 12                | at Minnesota Vikings   | S 42–21 | 3–9  |
| 13                | Baltimore Colts        | V 34–17 | 4–9  |
| 14                | Green Bay Packers      | S 24–17 | 4–10 |

## Classifiche
| NFL Western Conference |    |    |   |      |       |     |     |     |
|                        | V  | S  | P | %    | CONF  | PF  | PS  | STR |
| Green Bay Packers      | 11 | 3  | 0 | .786 | 9–3   | 391 | 223 | W1  |
| Detroit Lions          | 8  | 5  | 1 | .615 | 7–4–1 | 270 | 258 | L1  |
| Chicago Bears          | 8  | 6  | 0 | .571 | 7–5   | 326 | 302 | W2  |
| Baltimore Colts        | 8  | 6  | 0 | .571 | 6–6   | 302 | 307 | W1  |
| San Francisco 49ers    | 7  | 6  | 1 | .538 | 6–5–1 | 346 | 272 | L1  |
| Los Angeles Rams       | 4  | 10 | 0 | .286 | 3–9   | 263 | 333 | L1  |
| Minnesota Vikings      | 3  | 11 | 0 | .214 | 3–9   | 285 | 407 | L2  |

Nota: I pareggi non venivano conteggiati ai fini della classifica fino al 1972.